# 鈴木貴美一
鈴木貴美一（すずき きみかず、1959年9月26日 ）は、東京都渋谷区出身の元バスケットボール選手、元日本代表監督である。B.LEAGUEに所属するシーホース三河の前ヘッドコーチ。コンバースエグゼクティブアドバイザー。解説者。講演講師

## 人物
中学では野球部、高校から本格的にバスケットボールをはじめる。
能代工業高校で全国高等学校総合体育大会バスケットボール競技大会（インターハイ）・国民体育大会バスケットボール競技・全国高等学校バスケットボール選抜優勝大会（ウインターカップ）などのタイトル獲得に貢献。
その後法政大学に進学し、関東大学新人戦で優勝、優秀選手賞、関東学生トーナメントで2回の優勝、3年時にMVP獲得。リーグ戦で2回の得点王、優秀選手賞。4年時のインカレではAVG（平均）35.0得点で得点王を獲得した。ルーマニアで行われたユニバーシアードに選出され、日本代表のメンバーにも4年時に選ばれる。
卒業後、日本鉱業（株）に入社。1983 - 84天皇杯全日本総合バスケットボール選手権大会（オールジャパン）準優勝などを経験。
1982年～86年に日本代表選手にもなり、現役時代は抜群の運動能力、そして抜群のオフェンス力で活躍した。
1988年現役引退。秋田経済法科大学監督兼ヘッドコーチに就任。全日本大学バスケットボール選手権大会（インカレ）7年連続ベスト16などに導く。東北総合選手権で5度優勝し、天皇杯5回出場を果たしている。日本学生選抜のコーチも兼任している。フルコートプレスのバスケットを得意とした。
1995年1月シーズン途中にバスケットボール日本リーグ二部のアイシン精機（株）のプロのヘッドコーチに就任。多彩なディフェンスを戦術として準優勝し、3月におこなわれた入れ替え戦に勝利して初の一部昇格を果たした。2002年のオールジャパン初優勝以降タイトルを次々ともたらし、オールジャパン（天皇杯）優勝9回（大会史上初の2回の4連覇含む）準優勝4回、3位5回。トップリーグの通算成績は優勝6回、1位1回（震災のため中断）準優勝4回、3位6回、JBLチャレンジカップ優勝（1回限りの大会）西地区優勝（2016－17）、中地区優勝（2017-18）を果たすなど、国内屈指の強豪に育て上げた。
また、1996年夏のサマーリーグではNBAチームロサンゼルス・レイカーズのアシスタントコーチを務めた。
2005年国際親善試合 Hualien Kwan Hwu Cup(台湾)で優勝を飾る。
2006年世界選手権を率いたジェリコ・パブリセヴィッチの後任として男子日本代表チームのヘッドコーチに就任。カタールで行われたアジア大会で6位、徳島市で開催された2007年アジア大会で指揮を執るが、北京オリンピックへの道を絶たれるばかりでなく8位に終わり辞任。
2012年、男子日本代表のヘッドコーチに再度就任。FIBAアジアカップで準優勝するが、若手主体のメンバーで挑んだ2013年アジア選手権で決勝トーナメントにも進めずに敗退し、9位になりその責任を取って辞任した。
ここ数年日本代表選手を一番多く輩出している。Bリーグになってからは選手の移籍が激しかったが2022-23年シーズンは多くの若手有望選手が残留し期待されている。
2023年5月7日、アイシン時代から28年間務めた三河のヘッドコーチを退任。
横浜ビー・コルセアーズの杉浦佑成は甥にあたる。

## 経歴
- 明徳小 - 秋田東中 - 能代工業高 - 法政大 - 日本鉱業（1982年〜1988年）
- 秋田経法大（1988年～1994年）-アイシン精機（株）（1995年～2016年）-シーホース三河（2016年～2023年）

## 参考資料
1. ↑  https://basket-count.com/article/detail/18037
2. ↑  “鈴木貴美一ヘッドコーチ 退任のお知らせ”.   シーホース三河 (2023年5月7日). 2023年5月8日閲覧。
3. ↑  大活躍も一喜一憂しないSR渋谷の杉浦佑成「続けることが一番大事」とプロの表情